# Apatania scherfi
Apatania scherfi là một loài Trichoptera trong họ Apataniidae. Chúng phân bố ở miền Cổ bắc.